# Jahri Evans
Jahri Evans (* 22. August 1983 in Philadelphia, Pennsylvania) ist ein ehemaliger US-amerikanischer American-Football-Spieler in der National Football League (NFL). Er spielte als Offensive Guard bei den New Orleans Saints, mit denen er den Super Bowl XLIV gewann, sowie für die Green Bay Packers. 2020 wurde er ins NFL 2010s All-Decade Team gewählt.

## College
Evans besuchte die Bloomsburg University of Pennsylvania und spielte für deren Mannschaft, die Huskies, auf der Position des linken Offensive Tackles erfolgreich College Football.

## NFL

### New Orleans Saints
Obwohl Jahri Evans nur bei einer kleinen Universität in der NCAA Division II spielte, meldete er sich zum NFL Draft 2006 an. Tatsächlich wurde er in der 4. Runde als insgesamt 108. von den New Orleans Saints ausgewählt. Nachdem sich der als rechter Offensive Guard vorgesehene Spieler in der Vorbereitung schwer verletzte und seine Karriere beenden musste, übernahm der Rookie diese Position als Starter. Durch konstant gute Leistungen trug er seither in 142 Spielen dazu bei, die Offense der Saints zu einer der stärksten der gesamten Liga zu machen. Zwischen 2009 und 2014 wurde er jedes Jahr in den Pro Bowl berufen. 2010 unterschrieb er einen Siebenjahresvertrag über 56,7 Millionen US-Dollar, der ihn zum bestbezahlten Guard überhaupt macht.
Am 8. Februar 2016, knapp bevor ein zusätzlicher Bonus in der Höhe von 3 Mio. US-Dollar fällig wurde, entließen ihn die Saints.

### Seattle Seahawks
Am 6. August 2016 verpflichteten die Seattle Seahawks Evans. Am 2. September 2016 wurde er entlassen.

### Rückkehr zu den New Orleans Saints
Am 7. September 2016 wurde Evans von den Saints für ein Jahr unter Vertrag genommen.

### Wechsel zu den Green Bay Packers
Am 26. April 2017 wechselte Evans als Free Agent zu den Green Bay Packers.